# بروفوست (الشرطة العسكرية)

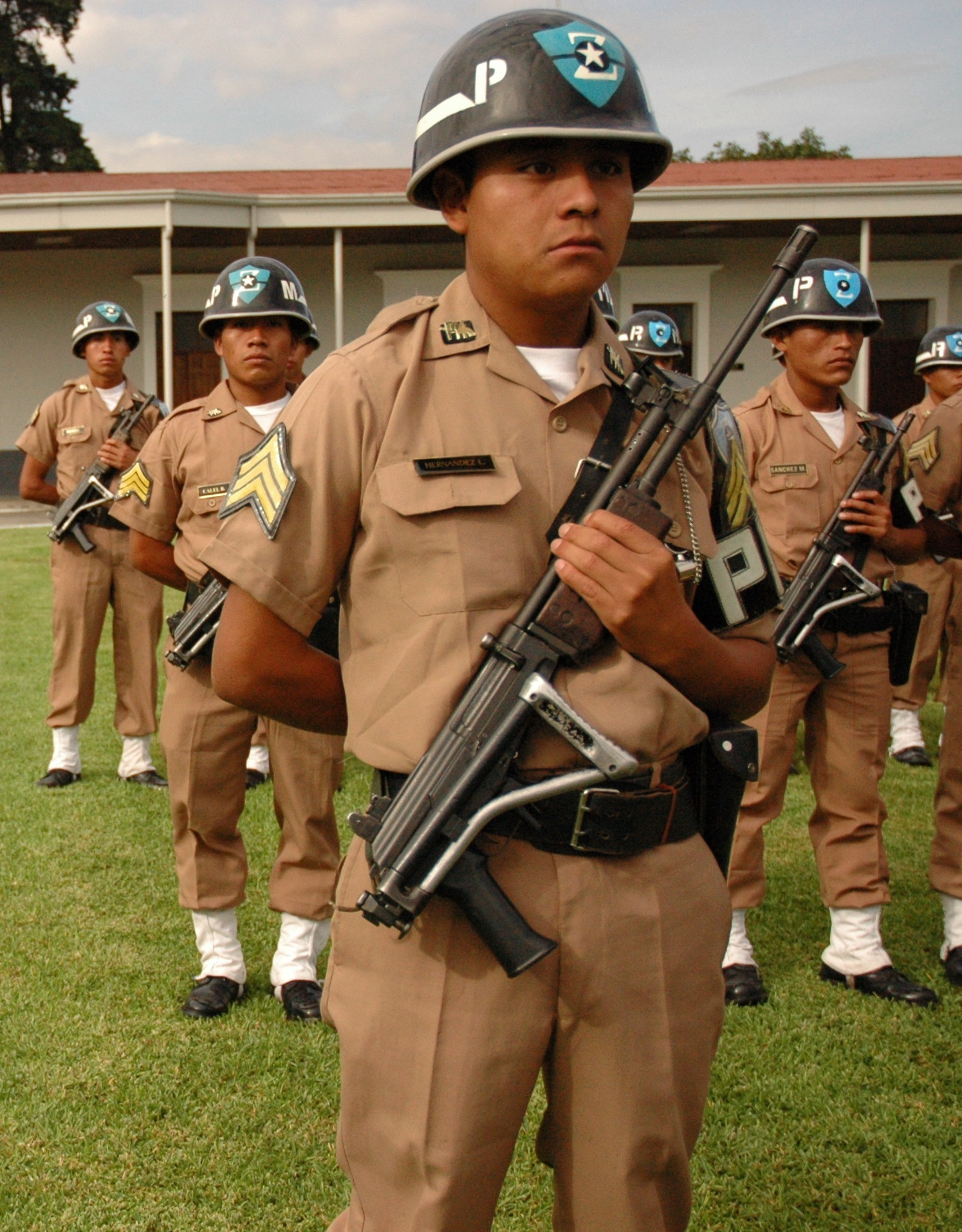
الشرطة العسكرية ضابط صف من غواتيمالا مع بندقية الجليل

بروفوست أو الزعماء (عادةً ما يُطلق عليهم "provo" في هذا السياق ) هم الشرطة العسكرية التي تقوم بمهام شرطة داخل القوات المسلحة لبلد ما، مقابل مهام الدرك مع السكان المدنيين. ومع ذلك، فإن العديد من الدول تستخدم قوات الدرك الخاصة بهم للقيام بواجبات البروفوست. 
كما هو الحال مع جميع المصطلحات الرسمية، لدى بعض الدول مصطلحات رسمية محددة تختلف عن المعنى اللغوي الدقيق. يشار إلى رئيس الشرطة العسكرية عادةً باسم بروفوستارشال وهو لقب قديم مُنح أصلاً لضابط كان من واجبه التأكد من أن الجيش لم يضر بالمواطن. 
تهتم الشرطة العسكرية بإنفاذ القانون (بما في ذلك التحقيق الجنائي) بشأن الممتلكات العسكرية والأفراد العسكريين وأمن المنشآت والحماية الشخصية الوثيقة لكبار الضباط العسكريين وإدارة أسرى الحرب وإدارة السجون العسكرية ومراقبة حركة المرور وتوقيع المسار وإعادة التوجيه إدارة. ولكن ليست كل منظمات الشرطة العسكرية معنية بكل هذه المناطق. هؤلاء الأفراد ليسوا عمومًا مقاتلين في الخطوط الأمامية ولكن، خاصة عند توجيه القوافل العسكرية، سيكونون في خط المواجهة أو قريبين منها. 
في العديد من البلدان، يكون للقوات العسكرية سجون وأنظمة قضائية منفصلة، تختلف عن الكيانات المدنية. الجيش ربما لديه أيضا تفسيره الخاص للعدالة الجنائية. 

## أستراليا

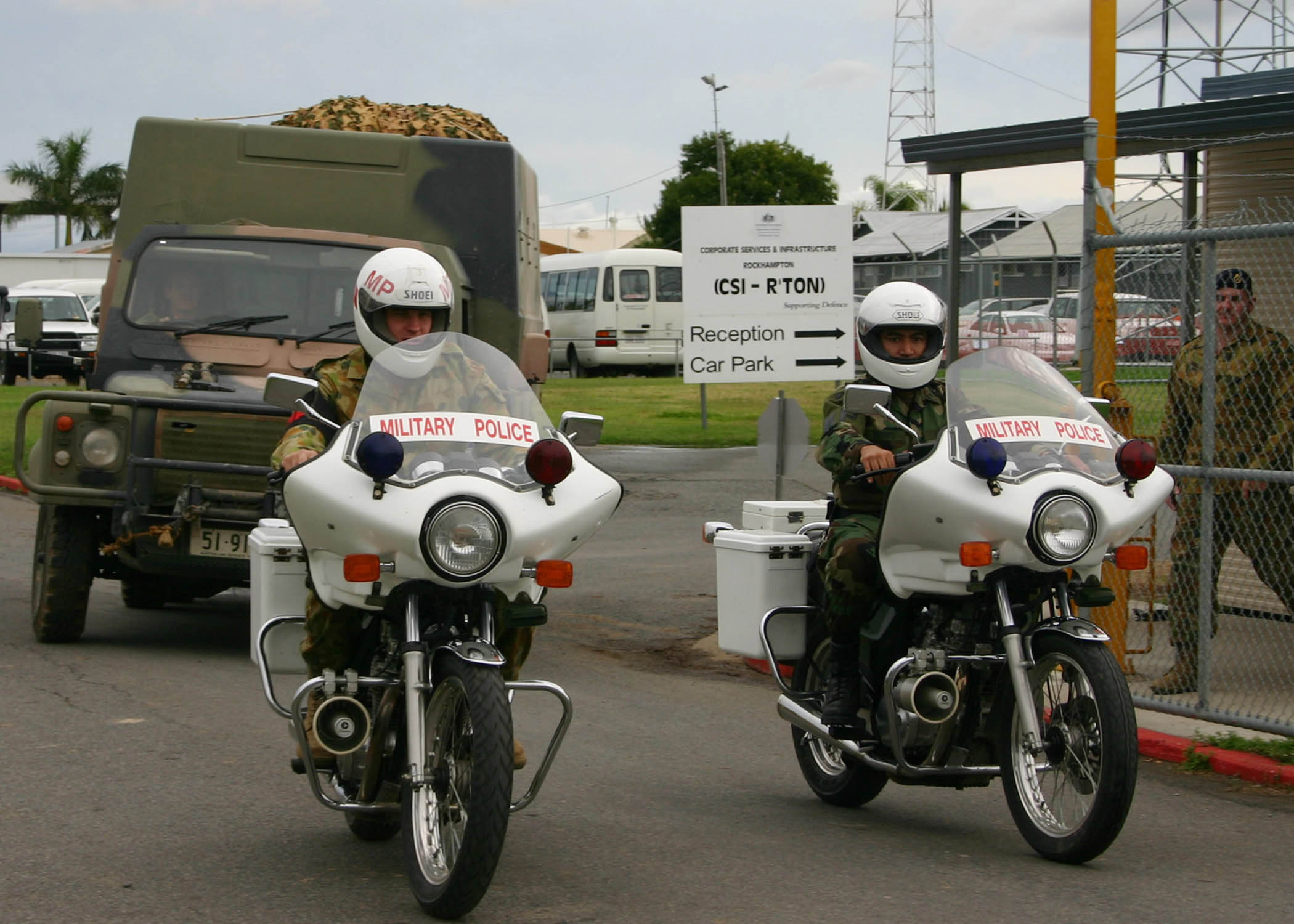
الجيش الأسترالي لاند روفر ودراجتي شرطة عسكرية

في الجيش الأسترالي، تؤدي فرقة الشرطة العسكرية الملكية الأسترالية دور شبكة اتصالات ثانوية في منطقة القتال الأمامية. 

## ألمانيا
فيلد يغر هي الشرطة العسكرية الحالية للجيش الالماني. مصطلح Feldjäger («رجل الميدان» أو «صياد الحقل») له تقليد طويل ويعود تاريخه إلى منتصف القرن السابع عشر. نظرًا لأن الدستور الألماني الحالي يحظر صراحة استخدام القوات على الأراضي الألمانية (باستثناء المساعدة التقنية كجزء من الإغاثة في حالات الكوارث)، فإن اختصاص Feldjäger لا ينطبق إلا على المنشآت العسكرية والعسكريين.
خلال الحرب العالمية الثانية، كان لدى ألمانيا النازية العديد من وحدات الشرطة العسكرية. الوحدات الأساسية هي فيلدجندري، التي تضم أعضاء من الدرك. وشملت الوحدات الأخرى خدمة دورية الجيش (Heeresstreifendienst) وحرس محطة القطار (Bahnhofwache) وفيلدياغيركوربس.

## النرويج
في النرويج، الشرطة العسكرية هم أعضاء في الجيش النرويجي أو القوات البحرية الملكية النرويجية أو القوات الجوية الملكية النرويجية. منذ عام 2002، يتم تدريبهم جميعهم في معسكر Sessvollmoen. 